# Porte-Joie
Porte-Joie ist eine ehemalige französische Gemeinde im Département Eure in der Region Normandie. Sie gehörte zum Arrondissement Les Andelys und zum Kanton Val-de-Reuil. Die Einwohner werden Porte-Joyeux genannt.
Mit Wirkung vom 1. Januar 2018 wurde Porte-Joie mit Tournedos-sur-Seine zur Commune nouvelle Porte-de-Seine vereinigt. Porte-Joie ist eine Commune déléguée mit 101 Einwohnern (Stand 1. Januar 2022) innerhalb der neuen Gemeinde.

## Geografie
Porte-Joie liegt etwa 25 Kilometer südsüdöstlich von Rouen an der Seine. Umgeben wird Porte-Joie von den Nachbarortschaften Le Vaudreuil im Norden und Nordwesten, Val-de-Reuil im Norden, Tournedos-sur-Seine im Norden und Nordosten, Connelles im Osten und Nordosten, Herqueville im Osten und Südosten, Andé im Süden, Saint-Pierre-du-Vauvray im Süden und Südwesten sowie Saint-Étienne-du-Vauvray im Westen.

## Geschichte
| Jahr      | 1793 | 1866 | 1936 | 1962 | 1968 | 1975 | 1982 | 1990 | 1999 | 2006 | 2013 |
| --------- | ---- | ---- | ---- | ---- | ---- | ---- | ---- | ---- | ---- | ---- | ---- |
| Einwohner | 277  | 205  | 100  | 144  | 159  | 140  | 119  | 134  | 148  | 121  | 110  |

## Sehenswürdigkeiten
- Kirche Sainte-Colombe aus dem 15./16. Jahrhundert
- Pfarrhaus aus dem 18. Jahrhundert
- Herrenhaus von Le Port-Pinché aus dem 17. Jahrhundert

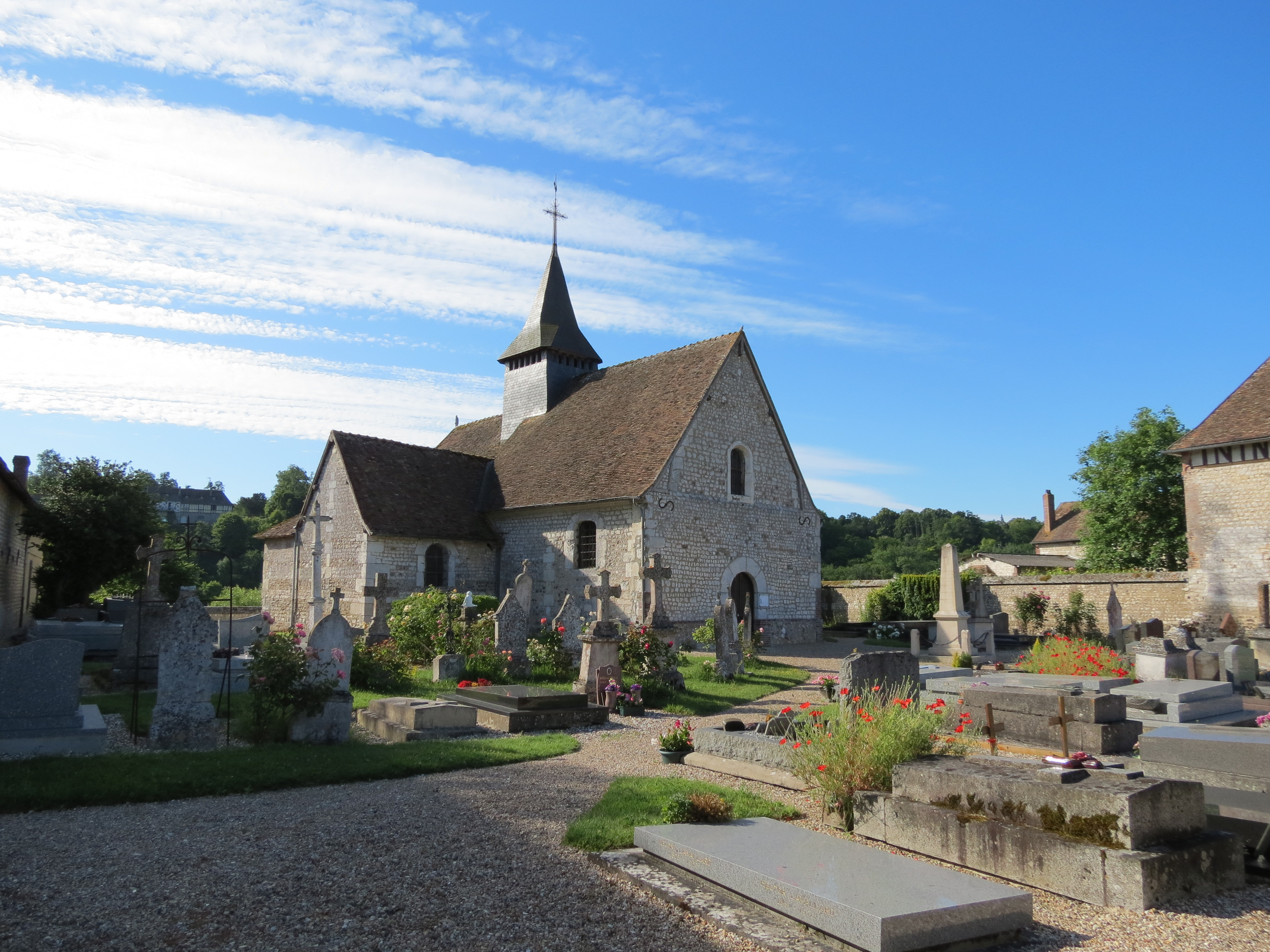
Kirche Sainte-Colombe
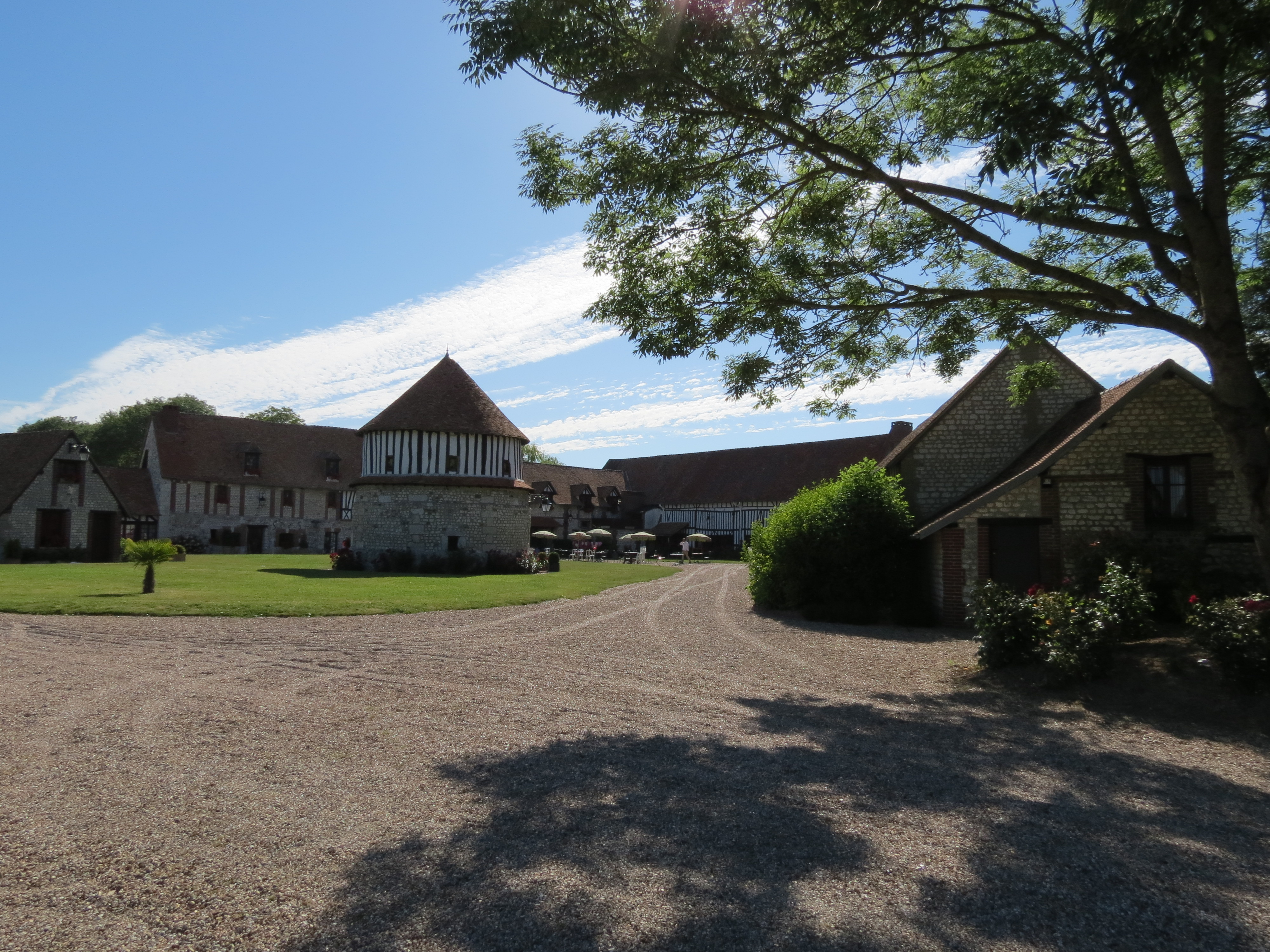
Herrenhaus von Le Port-Pinché

## Persönlichkeiten
- Éric Buffetaut (* 1950), Paläontologe